# 내를건너서숲으로도서관
내를 건너서 숲으로 도서관은 서울특별시 은평구 신사동에 있는 도서관이다. 도서관명칭은 윤동주의 시 '새로운 길'에 나오는 시어 내를 건너서 숲으로에서 유래하였고, 윤동주 시인 탄생 100주년을 기념하여 2018년 개관하였다. 참고로, 도서관 건물 인근에 윤동주 시인의 모교 숭실고등학교가 있다.

## 연혁
- 2018년 6월 21일 개관.

## 이용 안내
이용 시간
※코로나19 상황에 따라 운영시간이 변경될 수 있음
- 어린이자료실: 화~금 09:00~19:00 / 토·일 09:00~18:00
- 종합자료실: 화~금 09:00~22:00 / 토·일 09:00~18:00
- 시문학자료실: 화~금 09:00~22:00 / 토·일 09:00~18:00

휴관일
- 매주 월요일
- 일요일을 제외한 법정공휴일(대체휴일 포함, 법정공휴일과 일요일이 겹칠 경우 휴관)
- 임시휴관일: 도서관 및 기타 사정으로 도서관장이 정한 날